# کشتار سپتامبر

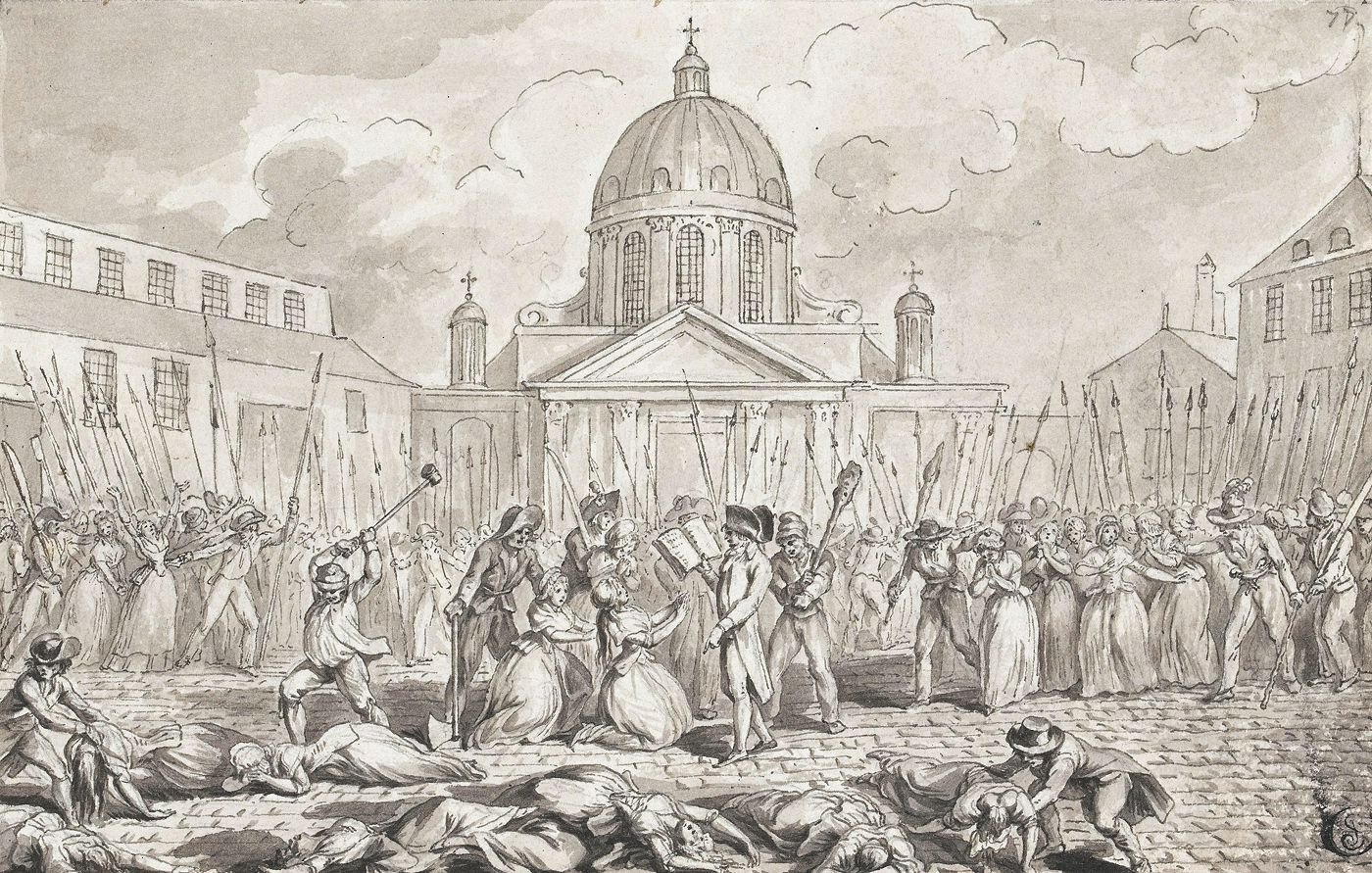
طرحی از کشتار سپتامبر

کشتار سپتامبر به موجی از کشتار زندانیان که طی انقلاب فرانسه و از دوم تا هفتم سپتامبر ۱۷۹۲ در پاریس اتفاق افتاد گفته می‌شود. در آن زمان گمان می‌رفت که پاریس بدست دشمنان فتح شده و مردم شهر بوسیله شورشیان زندانی گریخته از بند قتل‌عام خواهند شد. افراطیون دعوت به عملی پیشگیرانه کردند. بویژه روزنامه‌نگاری بنام ژان پل مارا که از مشمولان می‌خواست زندانیان را بکشند قبل از آنکه مردم بدست آن‌ها کشته شوند. عمل کشتار توسط باندی از گارد ملی انجام گرفت. این عمل توسط شورای شهر پاریس مورد حمایت قرار گرفت و آن‌ها حتی از سایر شهرهای فرانسه خواستند که از اقدام آن‌ها پیروی نمایند. تا ۶ دسامبر بیش از نیمی از زندانیان با سرعت اعدام شده‌بودند: تعدادی در حدود ۱۲۰۰ تا ۱۴۰۰ زندانی. بسیاری از کشته شدگان مجرمانی عادی بودند. در روزهای بعد بسیاری از شهرهای فرانسه نیز عمل مشابهی را تکرار نمودند. کسی به خاطر این کشتار مجازات نشد. تا به امروز این عمل باعث بحث و جدل‌های فراوانی بین حامیان و مخالفان انقلاب می‌باشد.